# Euidella caspiana
Euidella caspiana är en insektsart som beskrevs av Dlabola 1961. Euidella caspiana ingår i släktet Euidella och familjen sporrstritar. Inga underarter finns listade i Catalogue of Life.